# Jaja Fiastri
Jaja Fiastri o Iaia Fiastri, nome d'arte di Maria Grazia Pacelli (Roma, 15 settembre 1934 – Roma, 28 dicembre 2018) è stata una commediografa, sceneggiatrice e paroliera italiana.

## Biografia
Iniziò a scrivere per il cinema nel 1964, collaborando alla sceneggiatura del film L'idea fissa di Mino Guerrini e Gianni Puccini: proseguì quindi la sua attività con pellicole come Il marito è mio e l'ammazzo quando mi pare di Pasquale Festa Campanile e Vedo nudo di Dino Risi.
Nel 1969 venne chiamata da Garinei e Giovannini per sostituire Luigi Magni (impegnato con il suo primo film Faustina) alla stesura del testo della commedia musicale Angeli in bandiera. Nel 1975 scrisse due canzoni inedite per Caterina Caselli per lo show televisivo Una grande emozione e i testi dello spettacolo televisivo: Innamorata dappertutto e La calzetta. La Fiastri era in procinto di scrivere un musical per la cantante ma all'ultimo momento l'artista diede forfait, ritirandosi di lì a poco dal mondo delle sette note.
La collaborazione fra la Fiastri e il duo Garinei e Giovannini proseguirà ininterrottamente per trent'anni, con alcune delle più famose commedie musicali italiane come Angeli in bandiera, Aggiungi un posto a tavola, Alleluja brava gente e Taxi a due piazze.
Lavorò anche autonomamente, per esempio nel 1975 scrivendo Amori miei, musicato da Bruno Canfora e rappresentato in tutta Italia da Ornella Vanoni, Duilio Del Prete, Gianrico Tedeschi ed Erika Blanc; nel 1978 il musical ebbe anche la sua trasposizione cinematografica, sceneggiata dalla stessa Fiastri.
Jaja Fiastri è morta nella sua casa di Roma il 28 dicembre 2018 all'età di 84 anni.

## Filmografia
- L'idea fissa, regia di Gianni Puccini e Mino Guerrini (1964)
- Il morbidone, regia di Massimo Franciosa (1965)
- Non faccio la guerra, faccio l'amore, regia di Franco Rossi (1966)
- Il marito è mio e l'ammazzo quando mi pare, regia di Pasquale Festa Campanile (1968)
- Vedo nudo, regia di Dino Risi (1969)
- Basta guardarla, regia di Luciano Salce (1970)
- Bianco, rosso e..., regia di Alberto Lattuada (1972)
- Quando le donne persero la coda, regia di Pasquale Festa Campanile (1972)
- Pane e cioccolata, regia di Franco Brusati (1973)
- La granduchessa e i camerieri, regia di Gino Landi (1977)
- Sarò tutta per te, episodio di Dove vai in vacanza?, regia di Mauro Bolognini (1978)
- Amori miei, regia di Steno (1978)
- Dimenticare Venezia, regia di Franco Brusati (1979)
- Non ti conosco più amore, regia di Sergio Corbucci (1980)
- Mamma Ebe, regia di Carlo Lizzani (1985)
- Via Montenapoleone, regia di Carlo Vanzina (1987)

## Teatrografia parziale
- Angeli in bandiera (1969)
- Alleluja brava gente (1970)
- Aggiungi un posto a tavola (1973)
- Amori miei (1975)
- Accendiamo la lampada (1978)
- Taxi a due piazze (1984)
- Se il tempo fosse un gambero (1986)
- A che servono gli uomini? (1988)
- Foto di gruppo con gatto (1993)
- Se un bel giorno all'improvviso (1994)
- Bobbi sa tutto (1995)
- L'uomo che inventò la televisione (1997)
- Vacanze Romane (2004)